# Navajos
Cet article concerne le peuple navajo. Pour la langue navajo, voir Navajo (langue).
Les Navajos, Navahos (prononciation : /navaʁo/) ou Dinés (autonyme) constituent un peuple autochtone d'Amérique du Nord de la famille linguistique athapascane et de la zone culturelle du sud-ouest. Les Navajos vivent aux États-Unis, principalement au sein de la Nation navajo aussi appelée Nation diné, située entre le nord-est de l'Arizona, le nord-ouest du Nouveau-Mexique et le sud-est de l'Utah. Ils sont étroitement apparentés aux Apaches.

## Ethnonymie
Les premiers chroniqueurs espagnols les désignèrent dans les années 1620 sous le nom de Apaches de Nabajó, nom dérivé du terme navahu'u qui signifie en tewa « champs dans la vallée », pour évoluer vers le terme Navajo. Navajo est donc un exonyme.
Les Navajos préfèrent l'utilisation du terme Dine qui signifie dans leur langue « l'homme » ou « le peuple ». Dine est donc un endonyme.

## Histoire

### 1200 à 800 av. J.-C.
Les Dinés se divisent en quatre groupes majeurs : les Eyaks (en), les Haïdas, les Tlingits et les Athabaskans.

### 200 av. J.-C. à 200apr. J.-C.
Les Athabaskans et les Tlingits se séparent en tribus distinctes.

### 825 à 1000
À la suite de violentes éruptions volcaniques qui causent des changements climatiques importants, une partie importante d'Athabaskans émigre au sud du Nord-Ouest canadien, c'est-à-dire dans la région actuelle de Vancouver et de l'État de Washington.

### 1300 à 1500
Une seconde vague d'émigration se sépare du groupe principal au Canada pour se diriger vers le sud-ouest des États-Unis et le nord du Mexique. Cette vague d'émigration est à l'origine du sous-groupe Apache (Jicarillas, Mescaleros, Chiricahuas, Lipans, Aravaipas, Apaches des Plaines ou Kiowas-Apaches et Navajos). Ils s'installent dans une région autrefois habitée par les Anasazis (mot navajo pour « ancêtres »). À cette époque, la région est déjà habitée par les Comanches, les Utes, les Pueblos et les Païutes. Leurs tribus ne sont pas paisibles et ils sont connus comme des maraudeurs et des pillards dans la région. Ils errent dans la région comprise entre l'ouest du Texas, le sud de l'Utah, l'Arizona, le Nouveau-Mexique et le nord du Mexique, pillant les villages Pueblos et combattant les Comanches et les Utes. Puis ils se fixent définitivement dans une région que les Espagnols nomment plus tard Apacheria.

### AuxXVIeetXVIIesiècles
On pense que les Navajos viennent du nord et se sont installés dans le sud-ouest des États-Unis au cours du XVIe siècle. Au XVIIe siècle, les Navajos sont devenus un peuple pastoral, avec une économie fondée en grande partie sur l'élevage et la chasse.

### Depuis leXVIIIesiècle
Les Navajos entrent en conflit avec les colons espagnols et les Mexicains au XVIIIe et au début du XIXe siècle. Leurs contacts avec les Espagnols sont limités mais importants ; ces derniers introduisent les chevaux, les moutons et les chèvres, qui deviennent des éléments vitaux de l'économie navajo.
En 1846, les Navajos concluent un premier traité avec le gouvernement des États-Unis, mais des accrochages avec les troupes américaines entraînent des hostilités en 1849 et des combats répétés jusqu'en 1863. Cette année-là, les forces américaines, dirigées par Kit Carson, lancent une vaste campagne contre les Navajos. Au terme d'une campagne d'une grande brutalité, Carson se félicite d'avoir tout détruit dans les villages ; pas seulement tué les gens, mais encore anéanti « plus de deux millions de livres de grain indien ». Les Navajos capturés sont envoyés à pied dans la réserve de Fort Sumner, au Nouveau-Mexique. Cette déportation est connue dans l'histoire navajo comme la « longue marche ». En une seule semaine de 1864, 126 meurent à Fort Canby des maladies et des privations. En 1868, plus de 2 000 des quelque 10 000 captifs sont déjà morts.
À la fin du XIXe siècle, les Navajos prospèrent, la population a doublé et des terres supplémentaires sont encore annexées à la réserve. Comme il s'agit généralement de terres pauvres, les étrangers font peu de tentatives pour envahir la réserve. De sérieux problèmes d'érosion du sol et de pâturage intensif dus au développement considérable du cheptel poussent le gouvernement américain à imposer aux Navajos un plan de réduction du bétail. Au cours de la Seconde Guerre mondiale, bon nombre d'entre eux quittent la réserve pour servir dans l'armée ou pour travailler dans les villes à des activités liées à la guerre[réf. souhaitée].

## Tourisme
Les Navajos tirent aussi profit du tourisme : mise en place de sociétés d'excursions (visites guidées, randonnées à pied, à cheval ou en 4×4), exploitation de restaurants, d'hôtels et de Bed and Breakfast (notamment d'hogan), création et commerce d'artisanat navajo (bijoux, poteries, tapis, souvenirs). Leur « capitale » est Window Rock. La fête de la nation navajo a lieu pendant cinq jours à partir du premier week-end de septembre. Pendant cinq jours, tradition et modernisme se mêlent dans un cocktail de danses, de chants, de parades et de rodéos.

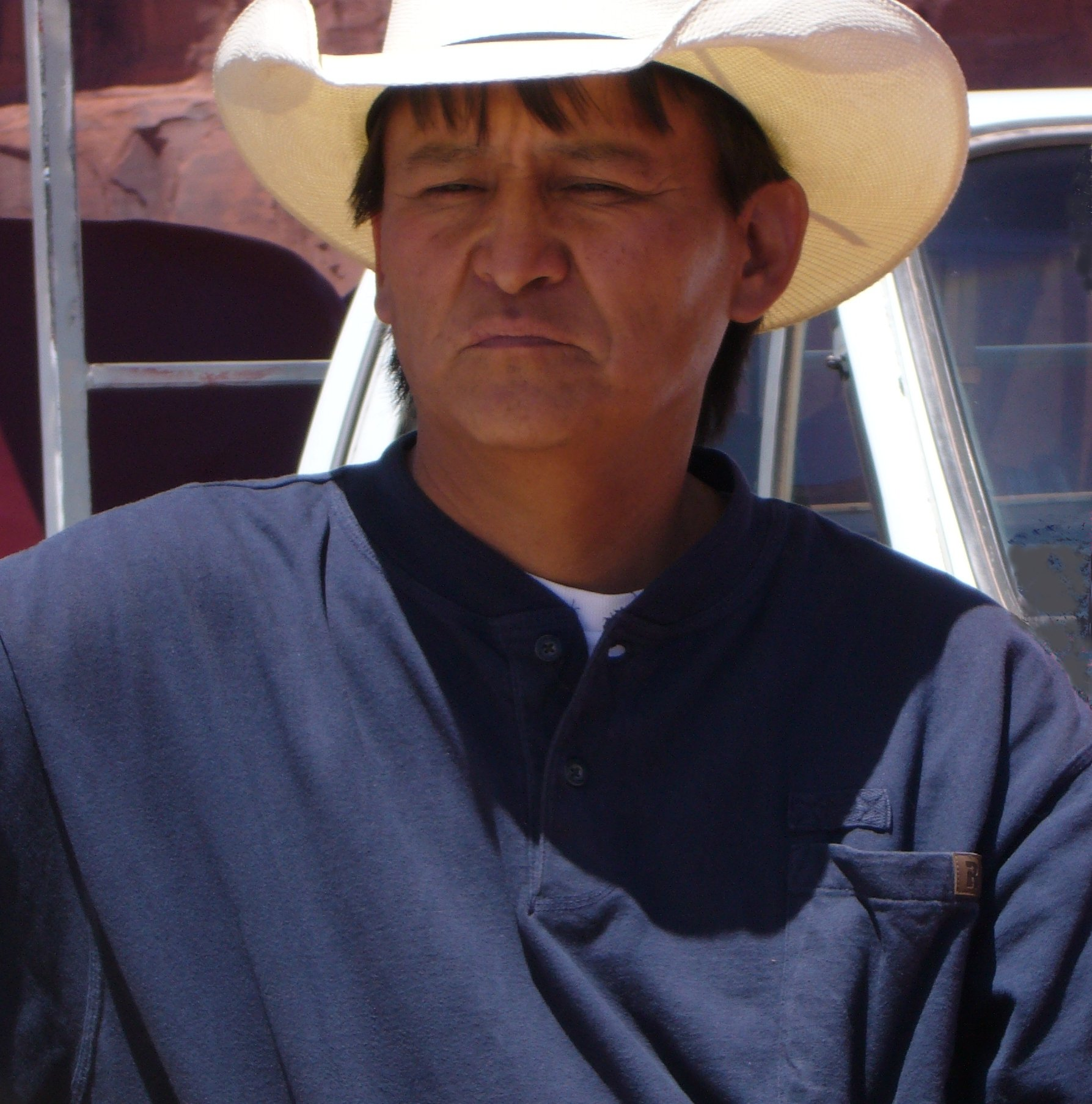
Guide navajo à Monument Valley.
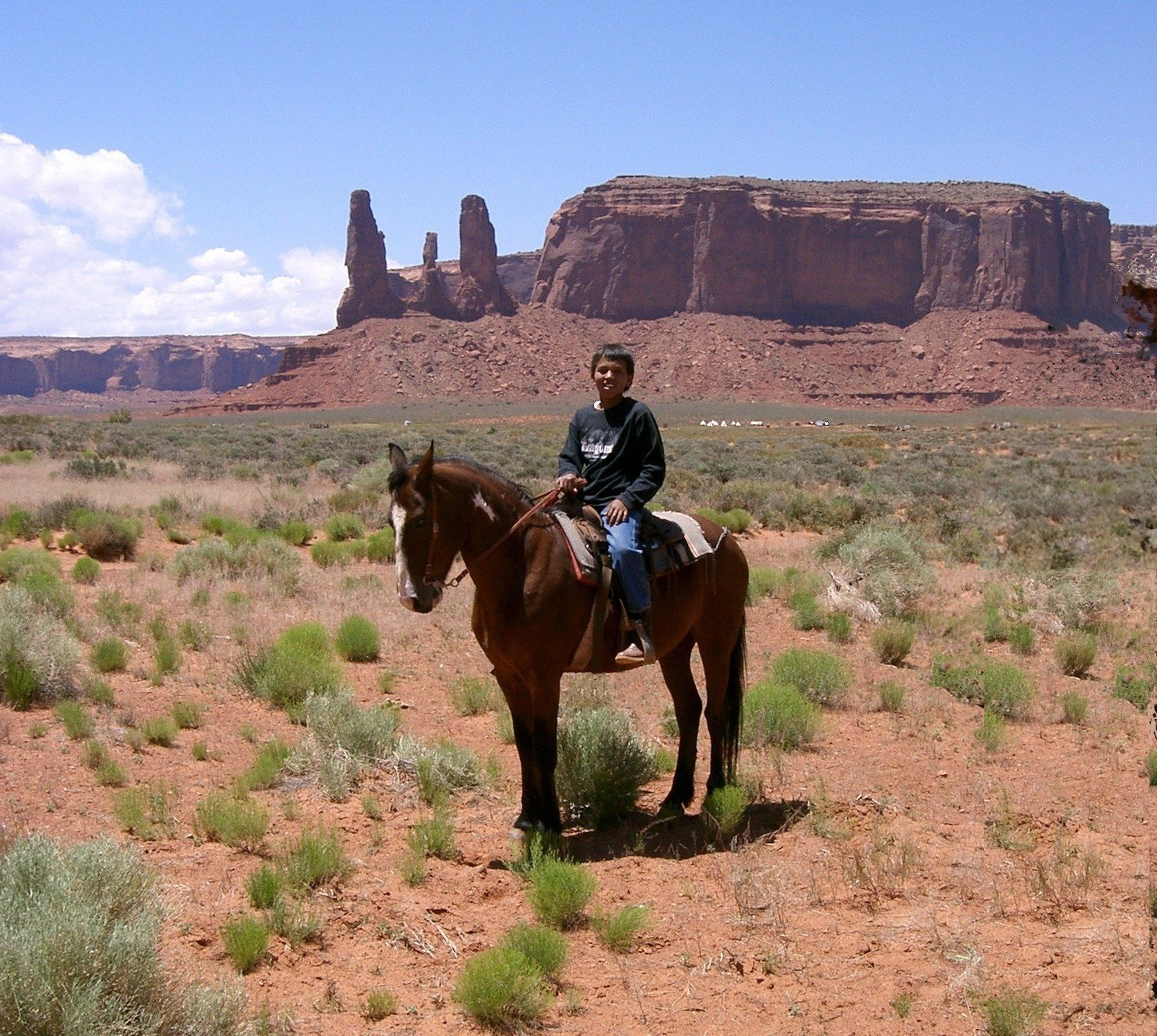
Jeune garçon navajo guide à cheval à Monument Valley.
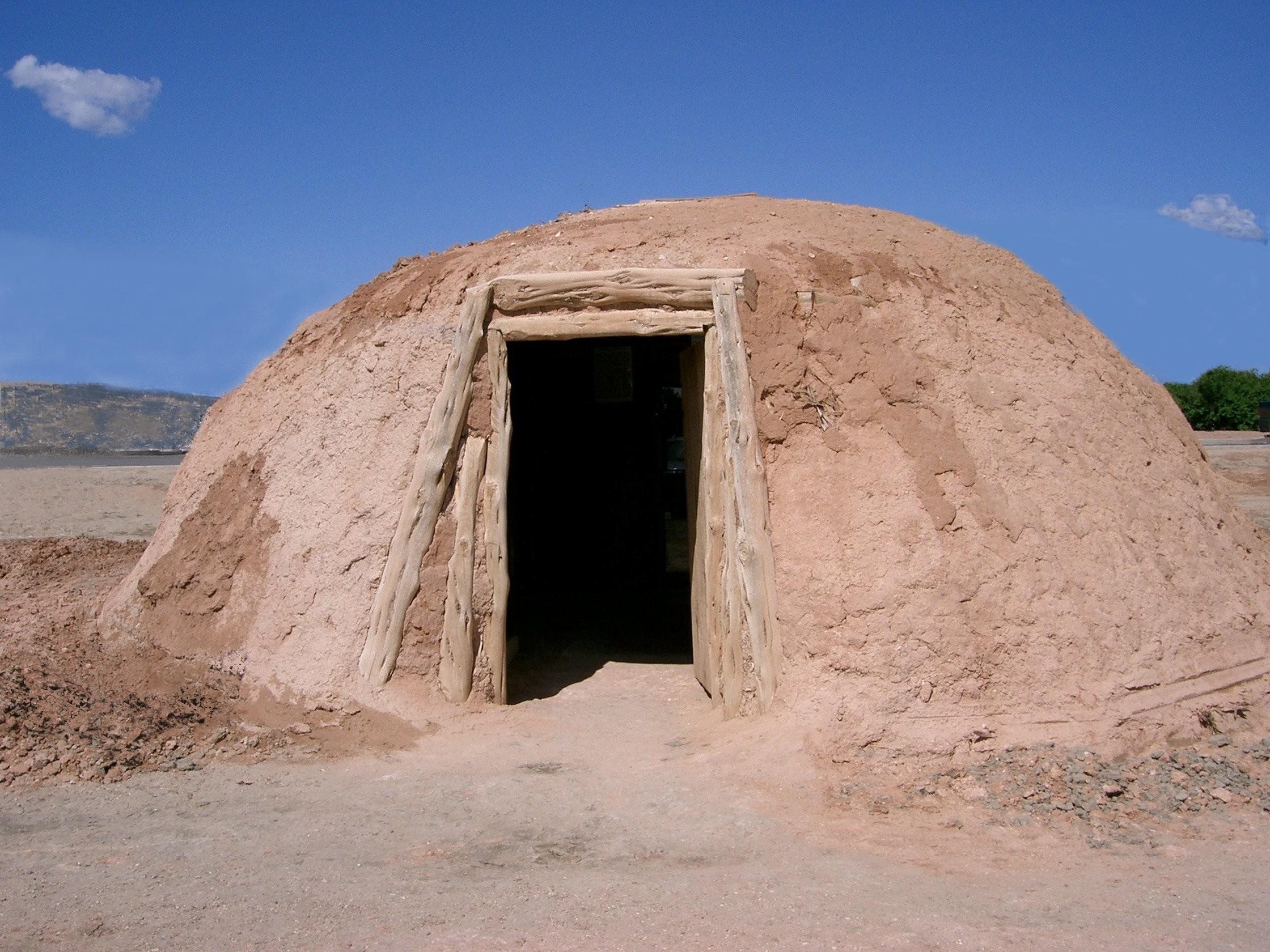
Un hogan navajo.

## Organisation sociale
Les Navajos se divisent en plus de cinquante groupes, et leur mode de filiation est transmis par les femmes (clans matrilinéaires). Les Navajos ne doivent ni se marier ni même sortir avec un membre de leur propre clan : cette obligation constitue un véritable tabou. L'unité sociale de base est une famille (très) élargie dont les membres ont une gamme complète de responsabilités.
Bien qu'il existe des logements modernes dans la réserve, de nombreux Navajos continuent à construire les hogans traditionnels et à y vivre ; les logements construits par l'État leur servent alors de « réserve ». Il s'agit de maisons coniques faites d'une armature de bois et recouvertes de terre, pourvues d'un trou pour la fumée au sommet et d'un passage étroit et couvert servant d'entrée. Contrairement aux habitations en béton et fibrociment, elles ont comme principales qualités de rester fraîches en été (malgré les fortes températures extérieures) et chaudes en hiver. Les villages comportent aussi une ou plusieurs maisons de sudation.
Le statut de réserve du territoire où la plupart vivent rend le maintien de l'ordre particulier : contrairement au système américain des comtés élisant des shérifs, sur toute la réserve, c'est la police tribale navajo qui est chargée des infractions et délits, tandis que les crimes sont du ressort du gouvernement fédéral, via le FBI.
Les Navajos ont traditionnellement 4 différents genres : femme (« Asdzáán »), homme (« Hastiin »), homme féminin (« Náhleeh »), femme masculine (« Dilbaa »).

## Spiritualité et art

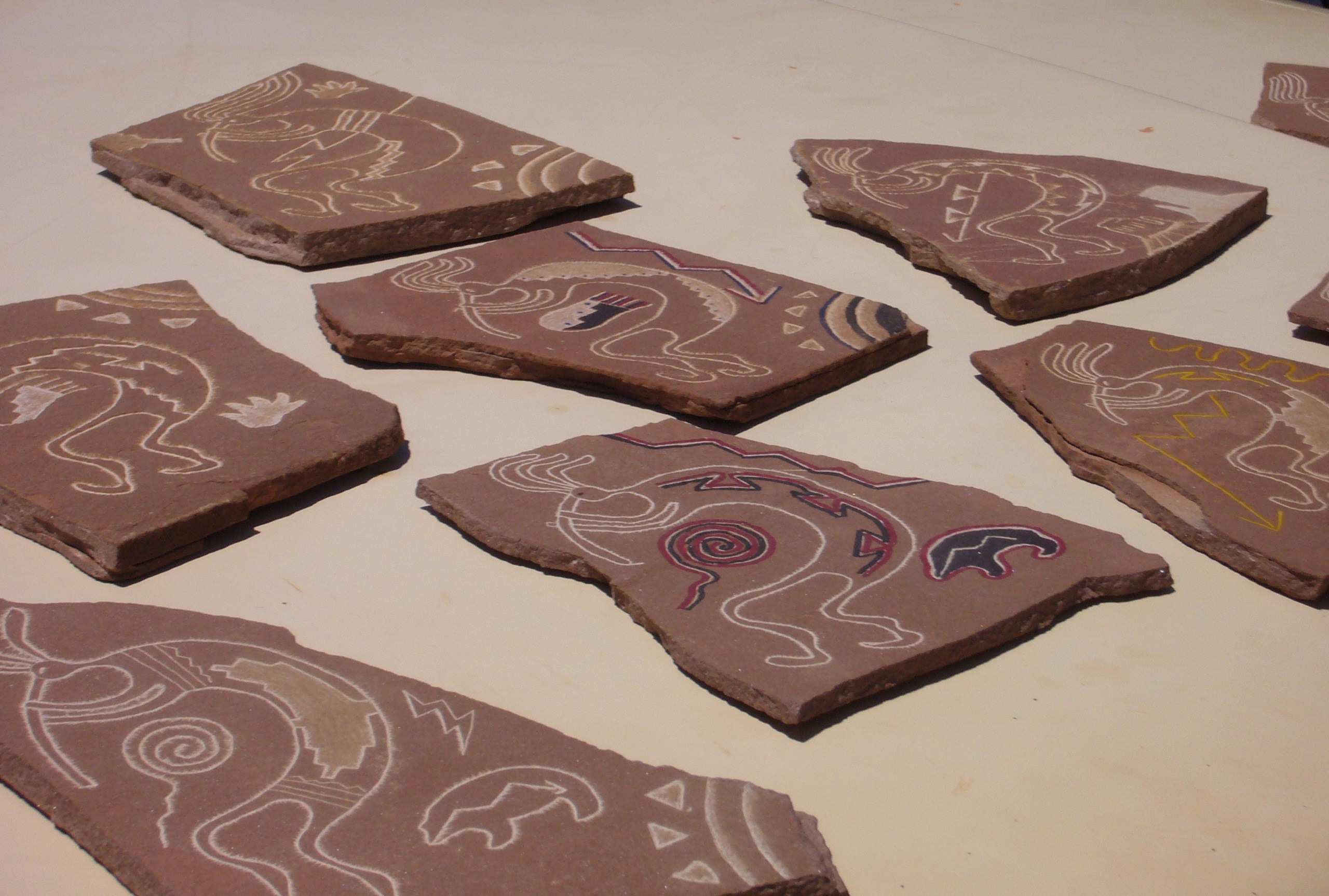
Peintures sur ardoises.

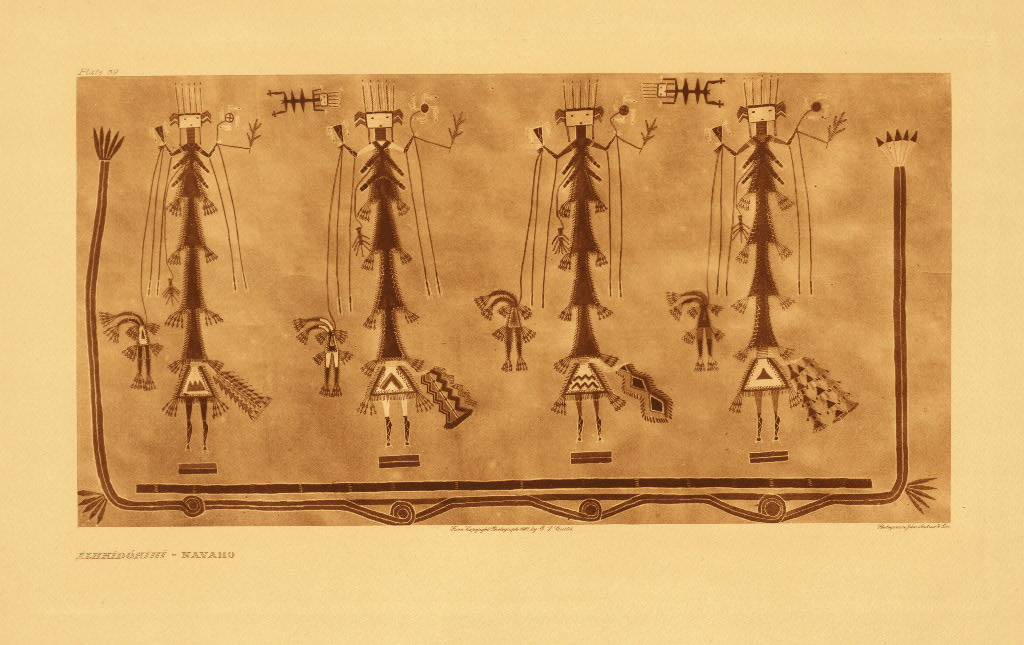
Peinture sur sable.

La spiritualité navajo est fondée sur le culte de la nature, et de l'harmonie (« hozho ») qu'elle recèle. Elle met en jeu un certain nombre de divinités qui interviennent occasionnellement dans les affaires humaines, notamment « Coyote », allégorie du mal. Coyote peut se manifester par un accident, une catastrophe, mais aussi par la méchanceté, ou toute attitude humaine non respectueuse du Diné (peuple Navajo), de ses tabous et de l'harmonie. L'état d'hozho est lié à la santé, la beauté, l'ordre et l'harmonie. Le malade est considéré chez les Navajos comme celui qui a rompu cet équilibre fixé une fois pour toutes.
Les dieux sont régulièrement invoqués : des offrandes leur sont faites, et des danses cérémonielles sont exécutées dans lesquelles ils sont représentés par des hommes peints et masqués. De nombreuses cérémonies, désignées sous le terme de « voie » en français, pouvant s'étaler sur plusieurs jours et nuits, ont pour vocation de permettre de rendre l'harmonie à un membre du Diné avec le monde qui l'entoure. La « voie de l'ennemi », la « voie de la bénédiction », la « voie de la montagne », et beaucoup d'autres, ont chacune vocation à être conduite par un « hataali » (littéralement « chanteur », incorrectement traduit par « shaman ») en fonction de la circonstance qui a amené le « malade » à perdre l'harmonie (mort proche, malaises, maladies, violation d'un tabou, etc.).
Des aiguilles jumelles dressées dans le Canyon de Chelly, en Arizona, ont une grande importance pour le peuple Navajo, car c'est ici qu'habiterait une de leurs principales divinités, la Femme Araignée. Selon la légende, celle-ci aurait transmis son art du tissage à la Femme qui Change. Cette autre divinité à l'origine, elle, de la création des Navajos aurait filé une toile d'arcs-en-ciel entre les deux pics et les parois qui les entourent.
Il existe également une vaste mythologie décrivant l'origine des êtres humains par le dieu Coyote, créateur du premier homme et de la première femme à partir d'épis de maïs.
Le chiffre 4 revêt une importance presque divine dans la spiritualité navajo : quatre directions, quatre couleurs, Four Corners, etc.
Leur art est lié à cette spiritualité : il s'exprime à travers des représentations visuelles multiples comme dans les couvertures aux motifs géométriques et aux teintes vives ou dans les bijoux de cuivre ou encore dans les peintures sur sable éphémères à destination thérapeutique, mais aussi dans des dessins colorés sur ardoises destinés aux touristes. Les chansons, les incantations et les prières font aussi partie de rituels spirituels complexes en même temps qu'elles constituent des créations propres à ce peuple.
Le romancier américain Tony Hillerman évoque largement de nombreux aspects de cette spiritualité dans son œuvre.

## Fêtes traditionnelles
- Kinaalda : fête de la puberté. Avant cela, les Navajos ne peuvent pas aider à la cuisine et au ménage.
- Hozho Naasha : cérémonie, riche en festivités, célébrant la culture navajo (défilés et expositions).

## Économie

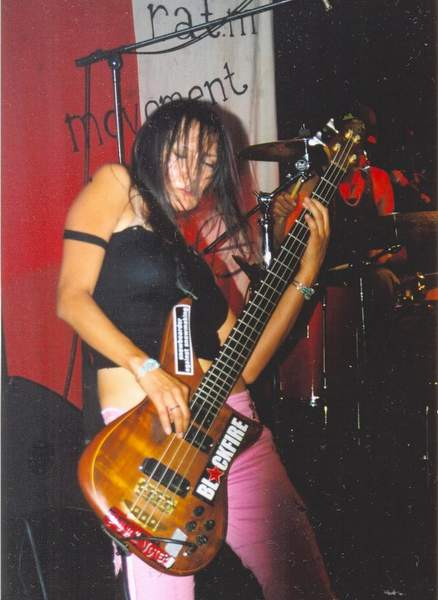
Blackfire, groupe navajo de rock, en concert à Prague en 2004.

La base de l'économie de subsistance des Navajos est fondée sur des troupeaux de moutons et de chèvres, quelques bovins et chevaux, et des emplois occupés dans divers secteurs, notamment le tourisme. Les Navajos fabriquent aussi de la poterie et de la vannerie et sont réputés pour leurs bijoux en argent et leurs belles couvertures solides. Au milieu du XXe siècle, la production de pétrole et la découverte de riches gisements minéraux sur les terres de la réserve modifient considérablement leur économie.
La population navajo s'accroît à un rythme rapide (219 198 selon le recensement de 1990) ; cette croissance risque de mettre une pression considérable sur leur économie traditionnelle. Les terres de leur réserve totalisent plus de 60 000 km2 en Arizona et au Nouveau-Mexique, ainsi qu'une petite partie en Utah et au Colorado, ce qui en fait la plus vaste des États-Unis. Les Navajos ont aussi le revenu le plus élevé de tous les peuples amérindiens aux États-Unis. Il est estimé à environ 50 millions de dollars provenant des contrats d'exploitation du pétrole et du gaz aussi bien que des ressources minérales et forestières.
Le gouvernement des États-Unis, qui est en litige depuis les années 1960 avec la nation Navajo concernant l'exploitation de ces ressources, paye en 2014 une somme de 554 millions de dollars pour clore celui-ci.
Les habitants de la réserve font face à de nombreux problèmes chroniques : pénurie de logements, absence de l'eau courante pour un tiers des foyers, absence de l'électricité pour quinze mille habitants, etc..

## Géographie

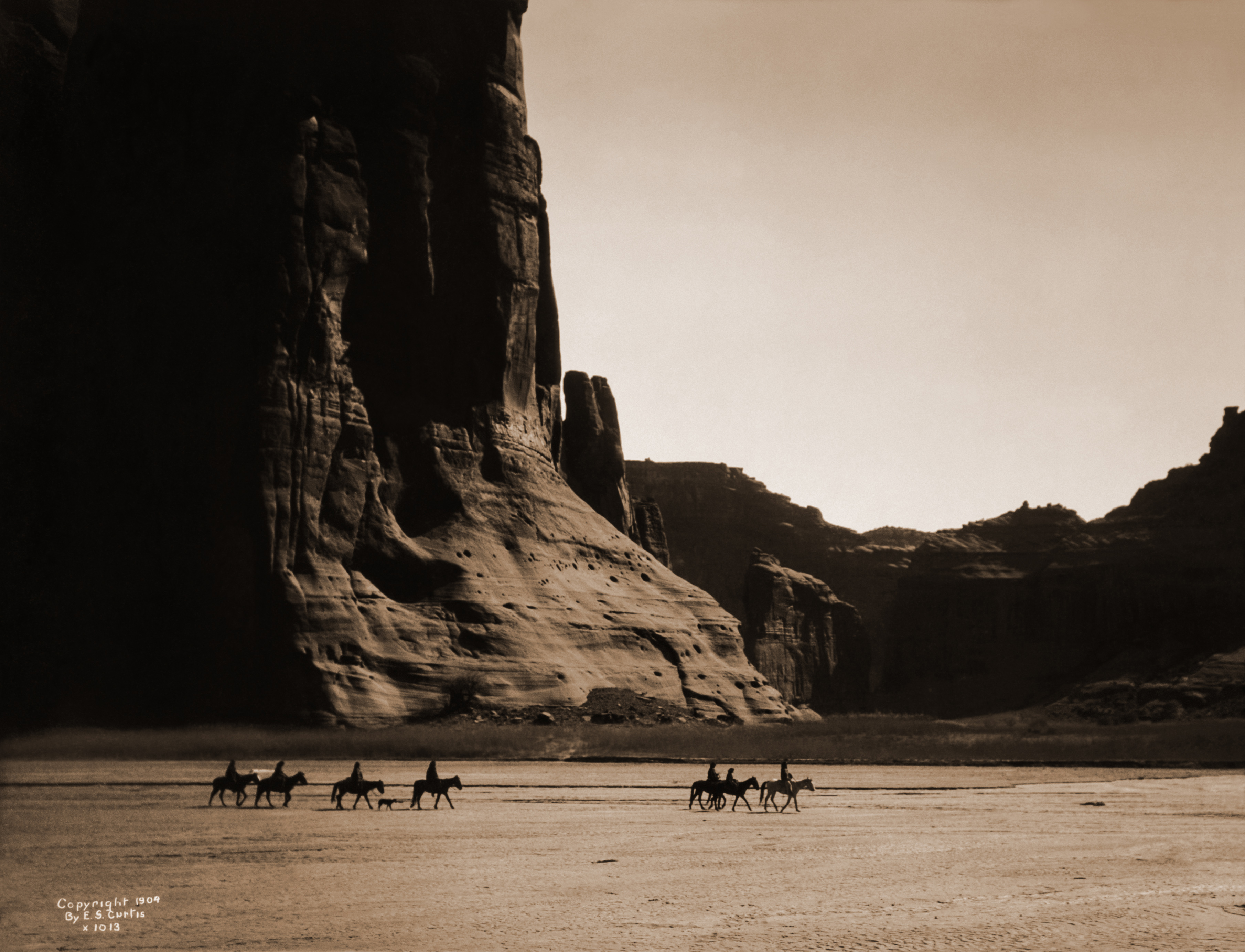
Le canyon de Chelly.

Les frontières de la nation navajo touchent la nation Ute au point de concours de quatre États : Arizona, Utah, Colorado, Nouveau-Mexique en s'étendant à travers le plateau du Colorado. Sur le territoire de la nation navajo se trouvent le Canyon de Chelly, Monument Valley, le pont Arc-en-Ciel, la réserve Hopi et le lieu sacré Shiprock. Le siège du gouvernement de la nation se trouve dans la ville de Window Rock à l'est de l'Arizona.
Le Congrès des États-Unis a établi à l'intérieur du territoire de la nation Navajo une réserve pour la nation Hopi (en navajo Oozéí ou Ayahkinii « le peuple des maisons souterraines ») sur une terre historique de pillage dans Diné.
Dans la culture spirituelle Navajo, le territoire Navajo est en fait délimité par les quatre montagnes sacrées que sont Sis Naajinį́/la Montagne Blanche (pic Blanca) à l'Est, Tsoodził/la Montagne Turquoise (Mont Taylor) au Sud, Dookʼoʼoosłííd/la Montagne Jaune (pics San Francisco) à l'Ouest et Dibé Ntsaa/la montagne Noire (Hesperus Mountain) au Nord.
Dans les années 1980 un conflit s'est déclenché à propos des terres communes Navajo/Hopi quand le Département de l'Intérieur des États-Unis a tenté de déplacer les Navajos habitant le territoire commun. Le conflit a été résolu ou, au moins retardé, par l'accord d'une location de 75 ans aux Navajos refusant de quitter le territoire commun. Un autre groupe de Navajos et de Hopis vit sur la réserve tribale de la Colorado River le long du Colorado dans l'ouest de l'Arizona.

## Langue

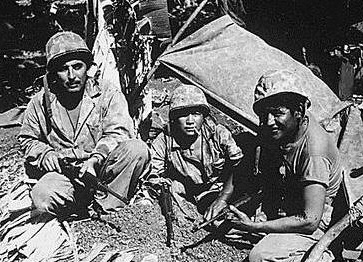
Un soldat Navajo chargé des communications chiffrées.

Les membres de la nation sont nommés Navajos, quelquefois écrit Navaho. Les Navajos se nomment eux-mêmes Dine, Diné ou Dineh, « le Peuple » dans leur langue. Les Navajos sont étroitement apparentés aux Apaches, et la langue navajo et les autres langues apaches forment la famille des langues athapascanes.
Leur langue est si particulière qu'elle fut utilisée pendant la Seconde Guerre mondiale dans la guerre du Pacifique : les services secrets américains employèrent des auxiliaires navajos qui traduisirent dans leur langue les messages les plus confidentiels avant qu'ils ne soient chiffrés. Cette technique empêcha les services secrets japonais de casser le code américain. De ce fait historique a été tiré le film Windtalkers : Les Messagers du vent (2002) de John Woo, ainsi qu'un épisode de la série X-Files.
Selon l'American Community Survey pour la période 2012-2016, 162 587 personnes âgées de plus de 5 ans déclarent parler navajo, dont 82 668 personnes soit 50,8 % en Arizona, 62 431 soit 38,4 % au Nouveau-Mexique et 7 365 soit 4,5 % dans l'Utah.

## Prénoms navajos
Tout comme l'ensemble des peuples amérindiens, les Navajos ont donné des prénoms qui s'inspirent souvent de la nature qui les entoure, des forces surnaturelles qu'ils imaginent, des qualités des personnes ou bien d'autres évènements de la vie, souvent liés à la naissance.
- Doli : prénom qui signifie « oiseau bleu ».
- Dezba : prénom féminin qui signifie « qui va à la guerre ».
- Gini : prénom masculin qui signifie « faucon ».
- Gaagii : prénom masculin qui signifie « corneille ».
- Ahiga : prénom masculin qui signifie « combattant »[16].

## Dans la culture populaire

### Bandes dessinées
- La série de bande dessinée italienne Tex Willer fait de son héros éponyme le chef de guerre et le chargé des affaires indiennes.
- La série de bande dessinée franco-belge Blueberry fait de son héros éponyme l'ami de cette tribu et retrace la 'longue marche'.

### Musique
- La chanson des Pixies ayant comme nom The Navajo Know.

### Romans
- Les romans de Tony Hillerman, auteur de romans policiers ethnographiques sur le pays navajo.
- Le héros du roman de science-fiction L'œil de Chat (1982) de Roger Zelazny, est un chasseur descendant des Navajos. Il doit, pour échapper à Chat, son ennemi, revenir aux sources de sa culture.
- Le roman Ours de Philippe Morvan paru en 2018 chez Calmann-Lévy se déroule en grande partie chez les Navajos à la fin du XIXe siècle[17].

### Films et séries
- Les Navajos sont un peuple-clé dans la série télévisée X-Files.
- Le film Le Vent Sombre de 1991, tiré du roman éponyme de Tony Hillerman. Avec Lou Diamond Phillips, Fred Ward et Gary Farmer. Réalisé par Errol Morris et produit par Robert Redford.
- Le film Windtalkers : Les Messagers du vent, de John Woo sorti en 2002 est inspiré de l'histoire des soldats Navajos employés par l'armée américaine aux postes d'opérateurs radio durant la Seconde Guerre mondiale.
- Dans la série Teen Wolf, durant les saisons 5 et 6, des Skinwalkers (des chamans navajo ayant « mal tourné ») apparaissent et ont plusieurs interactions importantes avec un des personnages principaux.

### Jeux vidéo
- Dans le jeu vidéo Sly Raccoon, sorti en 2002, Bentley, l'ami du héros, doit parler le Navajo pour décrypter les indices dans les bouteilles afin de débloquer une chambre forte dans un niveau du deuxième monde (qui se déroule dans l'Utah).
- Dans le jeu-vidéo Beyond: Two Souls développé par Quantic Dream (2013), Jodie Holmes est recueillie par les derniers Navajos présents dans le désert, et doit les aider à refermer une faille de l'inframonde ouverte il y a bien longtemps par des ancêtres voulant invoquer une divinité.

## Personnalités navajos
- Samuel Nathan Blatchford (en) est un militaire américain, Navajo le plus décoré des États-Unis (28 décorations). Le bombardier B17 à bord duquel il se trouvait en qualité d'opérateur-radio a été abattu au-dessus de Sainte-Anne-sur-Vilaine le 16 septembre 1943. Samuel Blatchford était l'un des quatre rescapés de l'équipage et le dernier survivant. Le mémorial du Tertre-Pluton a été dessiné et créé par Jean-Claude Bourgeon qui l'a édifié avec l'aide du sculpteur Ray Boterf et des employés communaux. Il a été inauguré avec la participation de 17 Américains le 7 septembre 2002 par Samuel Blatchford, le commandant Christopher Moffett de l'ambassade des États-Unis, Gary Clement, consul, Michel Lugez, président de l'association du Mémorial américain et d'anciens Résistants.
- Hosteen Klah (en) tradipraticien de la médecine traditionnelle navajo, à l'origine de la découverte par les "Blancs" des peintures de sable utilisées dans les rituels thérapeutiques traditionnels du peuple Diné.
- Barboncito
- Manuelito
- Narbona
- Robin Maxkii
- Tony Hillerman (honoraire)
- Joe Leaphorn (fictif)
- Tiffiney Yazzie
- Daisy Taugelchee, tisserande

## Honneur
L'astéroïde (3688) Navajo est nommé en l'honneur de ce peuple.